# إليزابيث سلدن روجرز
إليزابيث سلدن روجرز (بالإنجليزية: Elizabeth Selden Rogers)‏ هي سفرجات أمريكية، ولدت في 23 يوليو 1868 في أستوريا، كوينز في الولايات المتحدة، وتوفيت في 18 ديسمبر 1950 في نيويورك في الولايات المتحدة.